# Brunópolis
Brunópolis là một đô thị thuộc bang Santa Catarina, Brasil. Đô thị này có diện tích 335,513 km², dân số năm 2007 là 3259 người, mật độ 9,7 người/km².